# NGC 2621
NGC 2621 é uma galáxia espiral (S) localizada na direcção da constelação de Cancer. Possui uma declinação de +25° 00' 01" e uma ascensão recta de 8 horas, 37 minutos e 36,9 segundos.
A galáxia NGC 2621 foi descoberta em 29 de Março de 1865 por Albert Marth.